# China Open 2024 - Qualificazioni singolare femminile
Le qualificazioni del singolare femminile del China Open 2024 sono un torneo di tennis preliminare per accedere alla fase finale della manifestazione disputate il 23 e 24 settembre 2024. Le vincitrici dell'ultimo turno sono entrate di diritto nel tabellone principale. In caso di ritiro di una o più giocatrici aventi diritto a queste sono subentrati le lucky loser, ossia le giocatrici che hanno perso nell'ultimo turno ma che avevano una classifica più alta rispetto alle altre partecipanti che avevano comunque perso nel turno finale.

## Teste di serie
1. Kamilla Rachimova (ultimo turno, lucky loser)
2. Tatjana Maria (primo turno)
3. Sara Errani (primo turno)
4. Elena-Gabriela Ruse (qualificata)
5. Rebecca Šramková (qualificata)
6. Hailey Baptiste (qualificata)
7. Sara Sorribes Tormo (qualificata)
8. Arina Rodionova (qualificata)
9. Alycia Parks (qualificata)
10. Julija Starodubceva (qualificata)
11. Rebeka Masarova (primo turno)
12. Emina Bektas (ultimo turno, lucky loser)

1. Tamara Korpatsch (ultimo turno, lucky loser)
2. Marina Stakusic (primo turno)
3. Jana Fett (ultimo turno, lucky loser)
4. Mai Hontama (ultimo turno, lucky loser)
5. Linda Fruhvirtová (primo turno)
6. Suzan Lamens (primo turno)
7. Dalma Gálfi (qualificata)
8. Elsa Jacquemot (primo turno)
9. Nao Hibino (primo turno)
10. Kimberly Birrell (qualificata)
11. Zeynep Sönmez (ultimo turno)
12. Sachia Vickery (primo turno)

## Qualificate
1. Kimberly Birrell
2. Dalma Gálfi
3. Liang En-shuo
4. Elena-Gabriela Ruse
5. Rebecca Šramková
6. Hailey Baptiste

1. Sara Sorribes Tormo
2. Arina Rodionova
3. Alycia Parks
4. Julija Starodubceva
5. Zarina Dijas
6. Mananchaya Sawangkaew

### Lucky loser
1. Kamilla Rachimova
2. Emina Bektas
3. Jana Fett

1. Mai Hontama
2. Tamara Korpatsch

## Tabellone

### Legenda
| - Q = Qualificato - WC = Wild card - LL = Lucky loser | - ALT = Alternate - SE = Special Exempt - PR = Protected Ranking | - w/o = Walkover - r = Ritirato - d = Squalificato |

### Sezione 1
|  | Primo turno | Primo turno         | Primo turno         | Primo turno | Primo turno |  |  | Ultimo turno | Ultimo turno      | Ultimo turno | Ultimo turno | Ultimo turno |  |
|  |             |                     |                     |             |             |  |  |              |                   |              |              |              |  |
|  | 1           | Kamilla Rachimova   | Kamilla Rachimova   | 6           | 6           |  |  |              |                   |              |              |              |  |
|  | WC          | Qu Yihan            | Qu Yihan            | 4           | 3           |  |  | 1            | Kamilla Rachimova | 6            | 2            | 62           |  |
|  |             | Natalija Stevanović | Natalija Stevanović | 0           | 1           |  |  | 22           | Kimberly Birrell  | 4            | 6            | 7            |  |
|  | 22          | Kimberly Birrell    | Kimberly Birrell    | 6           | 6           |  |  |              |                   |              |              |              |  |

### Sezione 2
|  | Primo turno | Primo turno   | Primo turno   | Primo turno | Primo turno |  |  | Ultimo turno | Ultimo turno | Ultimo turno | Ultimo turno | Ultimo turno |  |
|  |             |               |               |             |             |  |  |              |              |              |              |              |  |
|  | 2           | Tatjana Maria | Tatjana Maria | 0           | 63          |  |  |              |              |              |              |              |  |
|  |             | Alëna Falej   | Alëna Falej   | 6           | 7           |  |  |              | Alëna Falej  | Alëna Falej  | 1            | 4            |  |
|  |             | Hanna Chang   | Hanna Chang   | 1           | 3           |  |  | 19           | Dalma Gálfi  | Dalma Gálfi  | 6            | 6            |  |
|  | 19          | Dalma Gálfi   | Dalma Gálfi   | 6           | 6           |  |  |              |              |              |              |              |  |

### Sezione 3
|  | Primo turno | Primo turno   | Primo turno   | Primo turno | Primo turno |  |  | Ultimo turno | Ultimo turno  | Ultimo turno  | Ultimo turno | Ultimo turno |  |
|  |             |               |               |             |             |  |  |              |               |               |              |              |  |
|  | 3           | Sara Errani   | Sara Errani   | 1           | 3           |  |  |              |               |               |              |              |  |
|  |             | Liang En-shuo | Liang En-shuo | 6           | 6           |  |  |              | Liang En-shuo | Liang En-shuo | 6            | 7            |  |
|  | WC          | Shao Yushan   | Shao Yushan   | 0           | 1           |  |  | 15           | Jana Fett     | Jana Fett     | 1            | 69           |  |
|  | 15          | Jana Fett     | Jana Fett     | 6           | 6           |  |  |              |               |               |              |              |  |

### Sezione 4
|  | Primo turno | Primo turno         | Primo turno | Primo turno | Primo turno |  |  | Ultimo turno | Ultimo turno        | Ultimo turno        | Ultimo turno | Ultimo turno |  |
|  |             |                     |             |             |             |  |  |              |                     |                     |              |              |  |
|  | 4           | Elena-Gabriela Ruse | 6           | 4           | 6           |  |  |              |                     |                     |              |              |  |
|  | WC          | Feng Shuo           | 0           | 6           | 3           |  |  | 4            | Elena-Gabriela Ruse | Elena-Gabriela Ruse | 6            | 6            |  |
|  | WC          | Lu Jiajing          | 2           | 6           | 6           |  |  | WC           | Lu Jiajing          | Lu Jiajing          | 3            | 1            |  |
|  | 14          | Marina Stakusic     | 6           | 3           | 4           |  |  |              |                     |                     |              |              |  |

### Sezione 5
|  | Primo turno | Primo turno        | Primo turno | Primo turno | Primo turno |  |  | Ultimo turno | Ultimo turno       | Ultimo turno | Ultimo turno | Ultimo turno |  |
|  |             |                    |             |             |             |  |  |              |                    |              |              |              |  |
|  | 5           | Rebecca Šramková   | 6           | 3           | 4           |  |  |              |                    |              |              |              |  |
|  |             | Tamara Zidanšek    | 2           | 6           | 3r          |  |  | 5            | Rebecca Šramková   | 5            | 7            | 7            |  |
|  |             | Polina Kudermetova | 63          | 6           | 6           |  |  |              | Polina Kudermetova | 7            | 5            | 65           |  |
|  | 17          | Linda Fruhvirtová  | 7           | 1           | 2           |  |  |              |                    |              |              |              |  |

### Sezione 6
|  | Primo turno | Primo turno     | Primo turno     | Primo turno | Primo turno |  |  | Ultimo turno | Ultimo turno    | Ultimo turno    | Ultimo turno | Ultimo turno |  |
|  |             |                 |                 |             |             |  |  |              |                 |                 |              |              |  |
|  | 6           | Hailey Baptiste | Hailey Baptiste | 6           | 6           |  |  |              |                 |                 |              |              |  |
|  | WC          | Zhang Ruien     | Zhang Ruien     | 3           | 3           |  |  | 6            | Hailey Baptiste | Hailey Baptiste | 6            | 6            |  |
|  |             | Priscilla Hon   | Priscilla Hon   | 6           | 6           |  |  |              | Priscilla Hon   | Priscilla Hon   | 4            | 4            |  |
|  | 18          | Suzan Lamens    | Suzan Lamens    | 4           | 3           |  |  |              |                 |                 |              |              |  |

### Sezione 7
|  | Primo turno | Primo turno         | Primo turno         | Primo turno | Primo turno |  |  | Ultimo turno | Ultimo turno        | Ultimo turno        | Ultimo turno | Ultimo turno |  |
|  |             |                     |                     |             |             |  |  |              |                     |                     |              |              |  |
|  | 7           | Sara Sorribes Tormo | Sara Sorribes Tormo | 6           | 6           |  |  |              |                     |                     |              |              |  |
|  |             | Arianne Hartono     | Arianne Hartono     | 2           | 2           |  |  | 7            | Sara Sorribes Tormo | Sara Sorribes Tormo | 6            | 6            |  |
|  |             | Varvara Lepchenko   | Varvara Lepchenko   | 0           | 3           |  |  | 23           | Zeynep Sönmez       | Zeynep Sönmez       | 1            | 1            |  |
|  | 23          | Zeynep Sönmez       | Zeynep Sönmez       | 6           | 6           |  |  |              |                     |                     |              |              |  |

### Sezione 8
|  | Primo turno | Primo turno     | Primo turno     | Primo turno | Primo turno |  |  | Ultimo turno | Ultimo turno    | Ultimo turno    | Ultimo turno | Ultimo turno |  |
|  |             |                 |                 |             |             |  |  |              |                 |                 |              |              |  |
|  | 8           | Arina Rodionova | Arina Rodionova | 6           | 6           |  |  |              |                 |                 |              |              |  |
|  | WC          | You Xiaodi      | You Xiaodi      | 4           | 0           |  |  | 8            | Arina Rodionova | Arina Rodionova | 7            | 6            |  |
|  |             | Sof'ja Lansere  | Sof'ja Lansere  | 0           | r           |  |  | 16           | Mai Hontama     | Mai Hontama     | 5            | 0            |  |
|  | 16          | Mai Hontama     | Mai Hontama     | 3           |             |  |  |              |                 |                 |              |              |  |

### Sezione 9
|  | Primo turno | Primo turno      | Primo turno      | Primo turno | Primo turno |  |  | Ultimo turno | Ultimo turno     | Ultimo turno     | Ultimo turno | Ultimo turno |  |
|  |             |                  |                  |             |             |  |  |              |                  |                  |              |              |  |
|  | 9           | Alycia Parks     | 6                | 3           |             |  |  |              |                  |                  |              |              |  |
|  | WC          | Guo Hanyu        | 0                | 0           | r           |  |  | 9            | Alycia Parks     | Alycia Parks     | 7            | 6            |  |
|  |             | Mariam Bolkvadze | Mariam Bolkvadze | 3           | 1           |  |  | 13           | Tamara Korpatsch | Tamara Korpatsch | 65           | 4            |  |
|  | 13          | Tamara Korpatsch | Tamara Korpatsch | 6           | 6           |  |  |              |                  |                  |              |              |  |

### Sezione 10
|  | Primo turno | Primo turno         | Primo turno         | Primo turno | Primo turno |  |  | Ultimo turno | Ultimo turno        | Ultimo turno        | Ultimo turno | Ultimo turno |  |
|  |             |                     |                     |             |             |  |  |              |                     |                     |              |              |  |
|  | 10          | Julija Starodubceva | Julija Starodubceva | 6           | 6           |  |  |              |                     |                     |              |              |  |
|  |             | Carol Zhao          | Carol Zhao          | 2           | 2           |  |  | 10           | Julija Starodubceva | Julija Starodubceva | 6            | 6            |  |
|  |             | Jang Su-jeong       | Jang Su-jeong       | 6           | 6           |  |  |              | Jang Su-jeong       | Jang Su-jeong       | 0            | 2            |  |
|  | 24          | Sachia Vickery      | Sachia Vickery      | 4           | 4           |  |  |              |                     |                     |              |              |  |

### Sezione 11
|  | Primo turno | Primo turno     | Primo turno     | Primo turno | Primo turno |  |  | Ultimo turno | Ultimo turno   | Ultimo turno   | Ultimo turno | Ultimo turno |  |
|  |             |                 |                 |             |             |  |  |              |                |                |              |              |  |
|  | 11          | Rebeka Masarova | Rebeka Masarova | 4           | 0           |  |  |              |                |                |              |              |  |
|  | PR          | Zarina Dijas    | Zarina Dijas    | 6           | 6           |  |  | PR           | Zarina Dijas   | Zarina Dijas   | 6            | 6            |  |
|  |             | Heather Watson  | 2               | 6           | 6           |  |  |              | Heather Watson | Heather Watson | 0            | 2            |  |
|  | 20          | Elsa Jacquemot  | 6               | 2           | 1           |  |  |              |                |                |              |              |  |

### Sezione 12
|  | Primo turno | Primo turno           | Primo turno   | Primo turno | Primo turno |  |  | Ultimo turno | Ultimo turno          | Ultimo turno          | Ultimo turno | Ultimo turno |  |
|  |             |                       |               |             |             |  |  |              |                       |                       |              |              |  |
|  | 12          | Emina Bektas          | Emina Bektas  | 6           | 6           |  |  |              |                       |                       |              |              |  |
|  | WC          | Wei Zhangqian         | Wei Zhangqian | 4           | 1           |  |  | 12           | Emina Bektas          | Emina Bektas          | 4            | 2            |  |
|  |             | Mananchaya Sawangkaew | 6             | 65          | 6           |  |  |              | Mananchaya Sawangkaew | Mananchaya Sawangkaew | 6            | 6            |  |
|  | 21          | Nao Hibino            | 2             | 7           | 1           |  |  |              |                       |                       |              |              |  |